# Southall

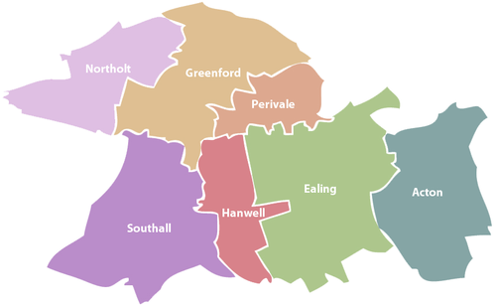
Mappa del quartiere londinese di Ealing, che mostra l'ubicazione di Southall, una delle sette principali città di Ealing.

Southall (pronuncia inglese: /saʊθɔːl/) è un grande quartiere periferico occidentale di Londra, parte del borgo londinese di Ealing ed è una delle sue sette città principali. Si trova a 17,2 km a ovest di Charing Cross e, nel 2011, aveva una popolazione di 69.857 abitanti. È generalmente diviso in tre parti: la zona prevalentemente residenziale intorno a Lady Margaret Road (Dormers Wells), il principale centro commerciale di High Street e Southall Broadway (parte della maggiore Uxbridge Road) e Old Southall/Southall Green a sud, costituito dalla stazione ferroviaria di Southall, industrie e Norwood Green delimitata dalla M4.
Storicamente era un distretto municipale del Middlesex, amministrato dal municipio di Southall fino al 1965. Si trova sul Grand Union Canal (ex Grand Junction Canal) che, per primo, collegava Londra con il resto del crescente sistema di canali. È stato uno degli ultimi canali sul quale si è svolto un traffico commerciale significativo (fino agli anni '50). Risulta ancora aperto al traffico ed è utilizzato dalle imbarcazioni da diporto. Il canale separa Southall da Hayes a ovest, mentre a est il fiume Brent separa la città da Hanwell. Dagli anni '50 le fabbriche locali e la vicinanza all'aeroporto di Heathrow hanno attratto un gran numero di immigrati asiatici e la città è divenuta la sede della più grande comunità Punjabi al di fuori del subcontinente indiano ed è un importante centro della cultura dell'Asia meridionale, avendo guadagnato il soprannome di Little India.

## Toponomastica
Il nome Southall deriva dal dativo della lingua inglese antica æt súð healum, "all'angolo sud (della terra o del bosco)" e súð heal, "angolo sud" e lo separa da Northolt che originariamente era norþ heal, "angolo nord" che attraverso una successiva associazione con holt, "Bosco ceduo" si sviluppò in Northolt.
Nelle fonti appare come Suhaull nel 1198 e Sudhale nel 1204, e come Southold sull'arazzo Sheldon dell'Oxfordshire dalla fine degli anni ottanta del Cinquecento.
Il distretto di Southall ha molti altri toponimi anglosassoni come Elthorne e Waxlow. La sua prima registrazione, dell'830, è indicata come proprietà di Warberdus che lasciò in eredità Norwood Manor e Southall Manor agli arcivescovi di Canterbury.

## Storia

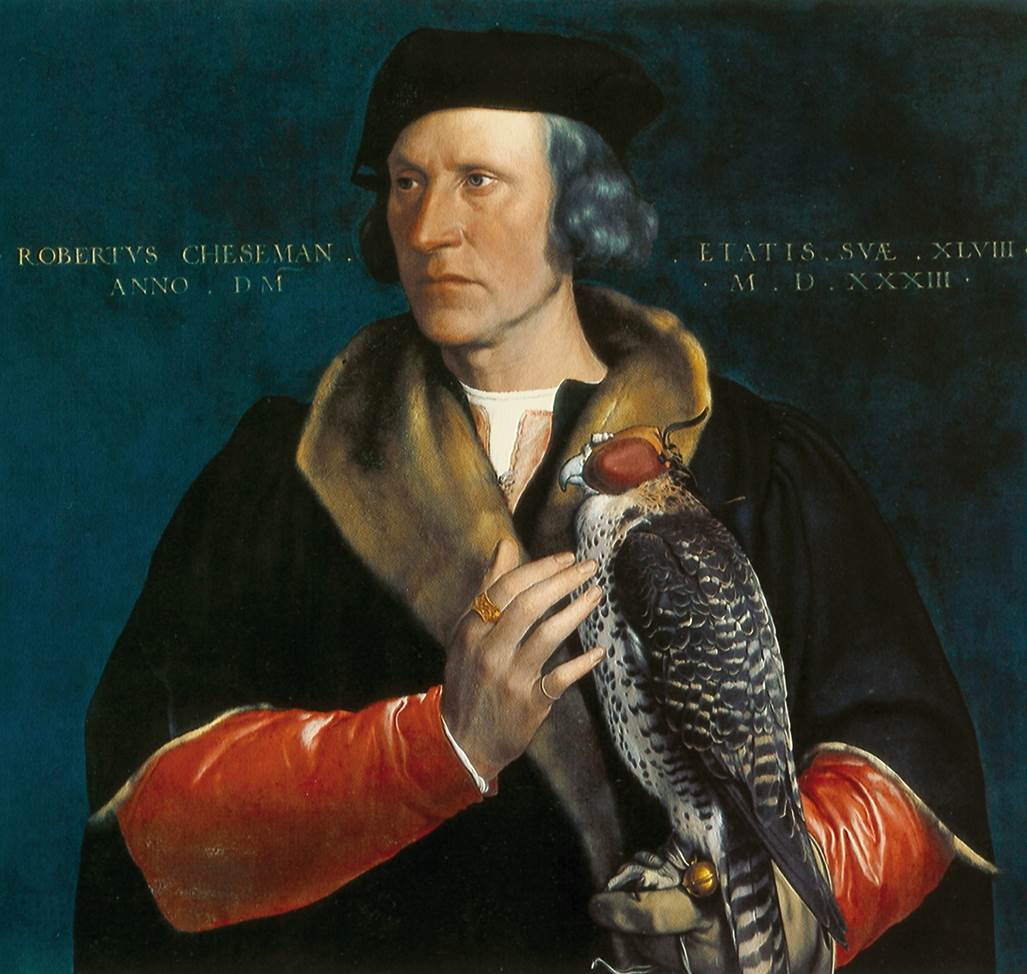
Robert Cheeseman, un politico inglese, dipinto in stile rinascimentale nordico. Possedeva Southall e Norwood Green durante i tempi dei Tudor.

Southall faceva parte della cappella di Norwood nell'antica parrocchia di Hayes, nell'Elthorne della storica contea del Middlesex. A seguito della legge sulla povertà venne raggruppata nell'Unione di Uxbridge ed era all'interno del distretto sanitario rurale di Uxbridge dal 1875. La cappella di Norwood aveva funzionato come parrocchia separata sin dal Medioevo. Il 16 gennaio 1891 la parrocchia adottò il Local Government Act 1858 e fu costituito il distretto governativo locale di Southall Norwood. Nel 1894 divenne il Southall Norwood Urban District. Nel 1936 il distretto urbano ottenne un atto costitutivo e divenne un comune, ribattezzato Southall. Nel 1965 l'ex area del distretto fu fusa con quella dei distretti di Ealing e Acton per formare il London Borough di Ealing nella Greater London.
La parte meridionale di Southall (all'incirca a sud della ferrovia) era conosciuta come Old Southall o Southall Green (e una sezione della strada principale nord-sud dell'area è ancora chiamata The Green) ed era centrata sulla storica Manor House in stile Tudor che risale almeno al 1587. Un sondaggio ha mostrato che gran parte dell'edificio è originale, risalente ai giorni in cui Southall Green stava diventando un tranquillo villaggio rurale. In alcune aree esistono aggiunte minori del XIX e XX secolo. Attualmente è adibito ad uffici.
L'estrema parte meridionale di Southall è conosciuta come Norwood Green. Ha poche industrie ed è principalmente una zona residenziale, essendo rimasta per molti anni principalmente agricola mentre il resto di Southall si era sviluppato industrialmente. Norwood Green confina col distretto londinese di Hounslow e una parte si trova all'interno dello stesso.

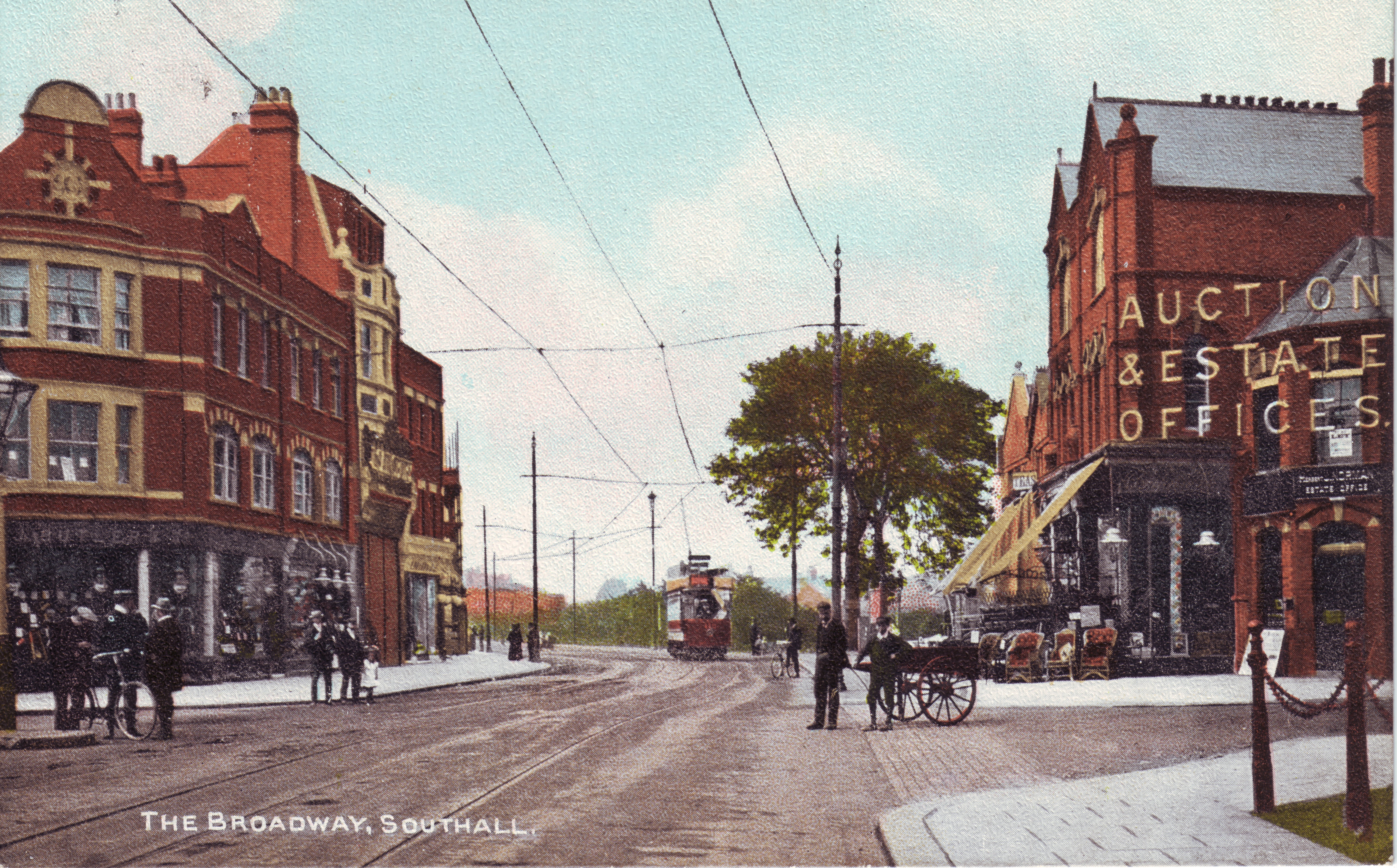
Un tram da Hayes a Broadway intorno al 1905

La principale strada, est-ovest, che attraversa la città è Uxbridge Road (A4020), anche se il nome cambia in The Broadway e per una sezione ancora più breve in High Street. Uxbridge Road è stata per molti anni parte della principale rotta delle diligenze da Londra a Oxford ed è rimasta la strada principale per Oxford fino alla costruzione dell'autostrada Western Avenue, a nord di Southall, nella prima metà del XX secolo. All'inizio vetture trainate da cavalli, poi tram elettrici (fino al 1936) e quindi filobus elettrici, hanno fornito ai residenti e ai lavoratori di Southall un trasporto rapido e conveniente lungo Uxbridge Road, nella prima metà del XX secolo, prima di essere sostituiti da autobus diesel nel 1960.

### XIX secolo
Nel 1796 l'apertura del Grand Junction Canal (in seguito ribattezzato Grand Union Canal) come principale via di trasporto merci tra Londra e Birmingham, diede inizio ad un boom commerciale, intensificato dall'arrivo della Great Western Railway di Brunel nel 1839, che portò alla creazione e alla crescita di fabbriche di mattoni, mulini per il grano e impianti chimici che costituivano la base industriale della città. Nel 1877 i Fratelli Martin aprirono una fabbrica di ceramiche in un vecchio saponificio vicino al canale e fino al 1923 produssero ceramiche ora conosciute e raccolte come Martinware.
Nel 1856, Brunuel costruì una linea ferroviaria secondaria, dalla stazione ferroviaria di Southall al molo di Brentford, sul Tamigi, che presenta una delle opere ingegneristiche impressionanti per il periodo. Si tratta dei Tre Ponti (sebbene sia ancora spesso indicato sulle mappe con il nome originale dell'incrocio del canale di Windmill Bridge) dove si intersecano Windmill Lane, la ferrovia e il Grand Union Canal. Brunel morì poco dopo il suo completamento. Esistono ancora sezioni della sua rotaia. L'altra costruzione locale degna di nota, sempre di Brunel, è il viadotto Wharncliffe che trasporta la Great Western Railway attraverso il fiume Brent verso Londra e che è stato il primo importante progetto strutturale di Brunel.
Nel 1894 Otto Monsted, un produttore danese di margarina, costruì una grande fabbrica a Southall, che si chiamava Maypole Dairy, e che crebbe fino a diventare uno dei più grandi impianti di produzione di margarina al mondo, occupando un sito di 28 ettari al suo apice. La fabbrica aveva anche dei propri binari ferroviari e un canale di derivazione. La Maypole Dairy Company venne successivamente acquisita da Lever Brothers che, come parte della multinazionale Unilever, convertì il sito in una fabbrica di salumi Wall's che produceva salsicce e altri prodotti a base di carne fino alla fine degli anni '80.

### XX secolo
All'inizio del XX secolo, la vecchia chiesa parrocchiale di Southall, St John's, che era stata ricostruita nel 1837-1838, risultò troppo piccola per la sua comunità e, di conseguenza, emigrò in un nuovo edificio in Church Avenue, che fu completato nel 1910. L'edificio della chiesa originale, in Western Road, è ora un centro giovanile.
Negli anni '20 e '30 Southall fu la destinazione di molti migranti gallesi in fuga dalle dure condizioni economiche di quella parte del paese. Per molti anni gli accenti gallesi furono molto comuni nella zona.
Al confine orientale di Southall si trovava l'Hanwell Asylum, un tempo il più grande ospedale per malati di mente al mondo. Ai suoi tempi era considerato un'istituzione progressista con un buon tasso di successo nel trattamento della patologia. Con il miglioramento dell'atteggiamento e del trattamento della malattia mentale, il sito venne ribattezzato St. Bernard's Hospital. Alla fine degli anni '70, il sito è stato ampiamente riqualificato, e la maggior parte dell'area è occupata dall'ospedale di Ealing. St. Bernard's gestisce ancora una grande struttura su una parte del sito sotto la West London Mental Health (NHS) Trust.

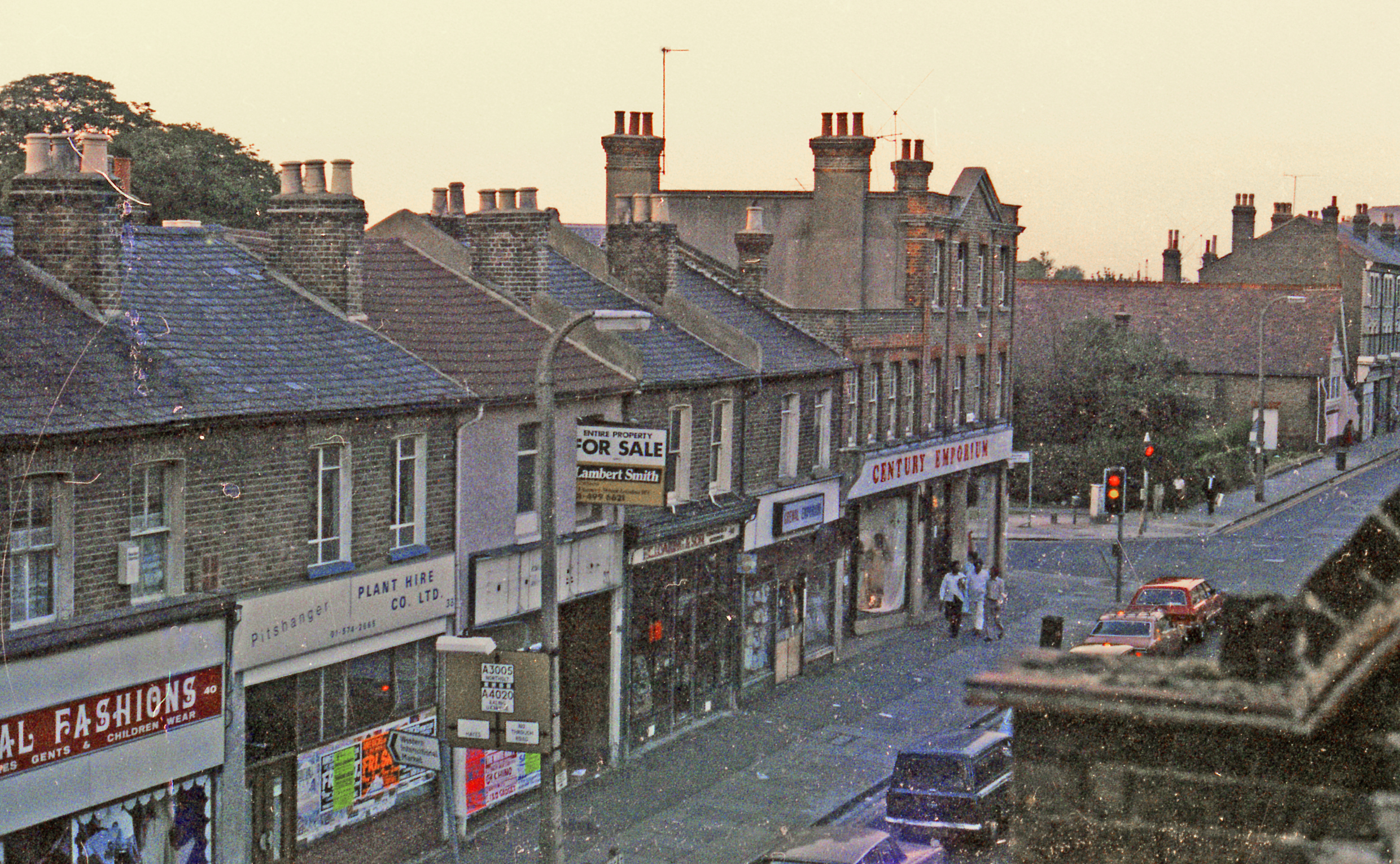
King Street, Southall, 1981

Durante la seconda guerra mondiale, Southall fu bersaglio di bombardamenti nemici in diverse occasioni. Una bomba volante tedesca V-1 distrusse un certo numero di case in Queen Road, uccidendo gli occupanti. Vennero realizzati rifugi antiaerei e bunker vicino o sotto la maggior parte delle scuole e degli edifici pubblici, e nei giardini di numerose case private. I bunker della scuola primaria di Hamborough furono ampliati durante la Guerra fredda, fino a diventare il quartier generale della guerra del gruppo nord-occidentale per l'organizzazione della protezione civile dell'area di Londra e il London Borough di Ealing Emergency Control Center. Questa struttura è ora in disuso.
Nel 1950 arrivò a Southall il primo gruppo di sud-asiatici, presumibilmente reclutato per lavorare in una fabbrica locale di proprietà di un ex ufficiale dell'esercito indiano britannico. Questa popolazione dell'Asia meridionale crebbe, a seguito della vicinanza di opportunità di lavoro in espansione come l'aeroporto di Heathrow. Il gruppo culturale più significativo, a stabilirsi a Southall, fu quello degli asiatici. Secondo la Commissione per l'uguaglianza razziale, oltre il 55% della popolazione di Southall, di 70.000 abitanti, è indo/pakistana. Nel 1976 i due terzi dei bambini di Southall erano non bianchi e nel 1982 fu riferito che il 65% degli 83.000 residenti di Southall erano di origine asiatica.

#### Incidenti e tensioni razziali
Il 2 settembre 1958, alle 7:10, un pilota di un Vickers Viking V624 (G-AIJE), appena decollato dall'aeroporto di Heathrow, riferì di avere problemi ad un motore. Alcuni minuti dopo si schiantò sulle case di Kelvin Gardens. Era un volo cargo che trasportava motori aeronautici a Tel Aviv e non trasportava passeggeri; tuttavia, i tre membri dell'equipaggio e quattro persone a terra rimasero uccise. Uno dei sopravvissuti, il quattordicenne Brian Gibbons, venne successivamente insignito della George Medal e della Carnegie Medal per il coraggio dimostrato. L'incidente fu causato da una cattiva manutenzione e portò al fallimento della compagnia, l'Independent Air Travel, nell'ottobre 1959.
Gli anni '70 videro tensioni razziali nell'area; nel 1976 l'adolescente Sikh Gurdip Singh Chaggar fu ucciso in un attacco razzista. Il 23 aprile 1979, Blair Peach, insegnante e attivista antirazzista, venne ucciso dopo essere stato sbattuto a terra durante una protesta contro il Fronte nazionale (NF). Un altro manifestante, Clarence Baker, cantante della band reggae Misty in Roots, rimase in coma per cinque mesi. Più di altri 40 - compresi 21 poliziotti - rimasero feriti e 300 dimostranti vennero arrestati.
Il 4 luglio 1981 scoppiò una rivolta razziale all'Hambrough Tavern a Broadway. I giovani asiatici locali credevano, erroneamente, che un concerto con i gruppi musicali The Business, The Last Resort e The 4-Skins era stato organizzato come evento di nazionalismo bianco. Peraltro il locale era stato recentemente citato in giudizio per il fatto che non consentiva l'ingresso a clienti non bianchi, e i giovani locali avevano sentito che gli skinhead, in arrivo per il concerto, avevano molestato altri giovani e donne. Più di 200 skinhead erano giunti in autobus da East London, e alcuni di loro ruppero le vetrine dei negozi, scrissero e gridarono slogan neonazisti intorno all'area, mentre utilizzavano mattoni e mazze per attaccare i giovani asiatici che si erano radunati per opporsi loro. Questa fu una delle numerose rivolte di alto profilo in Gran Bretagna quell'anno.
Sebbene alcuni degli skinhead fossero sostenitori nazifascisti o del movimento britannico, tra i circa 500 spettatori dei concerti c'erano anche skinhead di sinistra, neri, punk rocker, rockabilly e giovani non affiliati. Alcuni dei circa 400 asiatici lanciarono bombe molotov e altri oggetti, e dopo cinque ore di disordini si contarono 120 feriti - tra cui 60 agenti di polizia - mentre il pub venne dato alle fiamme.
L'incidente ferroviario di Southall si è verificato il 19 settembre 1997 quando un treno espresso ad alta velocità della First Great Western, da Swansea a Londra Paddington, non rispettò un segnale rosso, per distrazione del conducente, e si scontrò con un treno merci appena fuori dalla stazione ferroviaria di Southall. Sette persone morirono e 139 rimasero ferite.

#### Storia economica

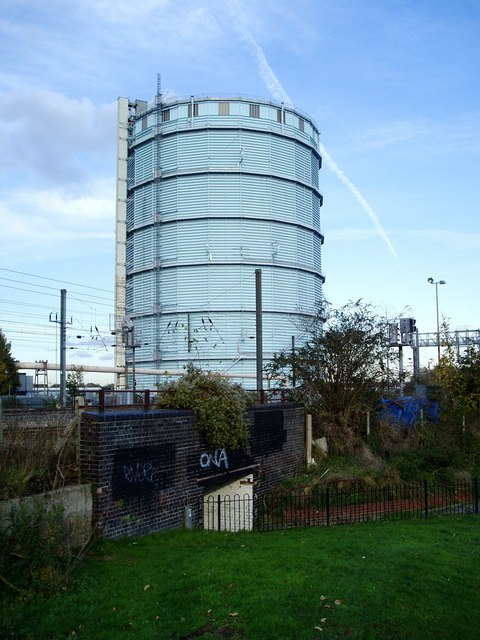
Il gasometro a Southall Gas Works

Nel 1936 la Quaker Oats Company costruì una fabbrica a Southall. Parte del ramo che produceva alimenti per animali domestici venne venduta a Spiller nel 1994 e il resto a Big Bear Group nel 2006. Il sito continua a produrre marchi come Sugar Puffs. Altre fabbriche di ingegneria, vernici e lavorazioni alimentari prosperarono per molti anni, principalmente lungo la ferrovia e/o il canale. Una collezione di ceramica Martinware è in mostra presso la Southall Library.
Southall era la sede dei Southall Studios, uno dei primi studi cinematografici britannici. Svolse un ruolo storico, nella produzione cinematografica, dalla sua creazione, nel 1924, alla chiusura nel 1959. Nel 1936 un incendio distrusse lo studio, ma fu subito ricostruito e ampliato. Negli studi sono stati girati numerosi lungometraggi (molti con attori famosi o diventati famosi) e le prime serie TV di Colonel March of Scotland Yard, oltre che pubblicità televisive e cinematografiche.
Per circa 150 anni delle locomotive operarono al deposito di Southall. Originariamente ebbero base in un capannone della Great Western Railway, forse l'ultimo deposito di treni a vapore di Londra, sopravvissuto ai depositi di Old Oak Common e Stewarts Lane. Il capannone era accessibile dalla passerella, che copriva l'intera serie di binari, situata appena fuori dall'estremità orientale delle piattaforme. Il deposito è stato successivamente utilizzato per la manutenzione della DMU e come base per il programma di elettrificazione. Attualmente il sito, ora denominato Southall Railway Centre, è utilizzato da tre gruppi indipendenti: il Great Western Railway Preservation Group, Locomotive Services Limited e West Coast Railways.
Il produttore di autobus e veicoli commerciali Associated Equipment Company (AEC) aveva sede a Southall, su un sito triangolare di 25 ettari tra Windmill Lane, la Great Western Main Line e la diramazione di Brentford Dock. L'azienda si trasferì lì, da Walthamstow, nel 1926 e chiuse nel 1979 dopo aver perso quote di mercato mentre faceva parte del gigantesco ma inefficiente gruppo British Leyland. Il sito era visibile ai passeggeri delle ferrovie e agli automobilisti su Uxbridge Road per i grandi cartelli che proclamavano "AEC - Costruttori di autobus di Londra da 50 anni".
Tra la ferrovia e il canale si trovava un'importante fabbrica che produceva gas di città. Nel 1932 fu costruito un grande gasometro che da allora è stato un punto di riferimento notevole poiché facilmente visibile da lunga distanza. Dipinte sul lato nord-est del gasometro ci sono le grandi lettere "LH" e una freccia per aiutare i piloti a localizzare la pista 23 dell'aeroporto di Heathrow (ora chiusa) durante gli avvicinamenti visivi. Le lettere furono dipinte, a metà degli anni '60, dopo che un certo numero di piloti si confuse tra la pista di Heathrow e quella della vicina base militare RAF di Northolt (che ha un gasometro simile, sebbene più piccolo). Northolt ha una pista molto più corta e non è adatto agli aeromobili molto grandi sebbene un Boeing 707 sia atterrato a Northolt per errore e un certo numero di altri velivoli abbiano dovuto essere avvisati, all'ultimo minuto, dal controllo del traffico aereo. Poiché la produzione di gas di città è cessata negli anni '70, con l'arrivo del gas naturale convogliato dal Mare del Nord, gran parte del sito, di 36 ettari, è rimasto vuoto a causa dell'accesso limitato alle strade e alle rimanenti infrastrutture del gas.

## Cultura

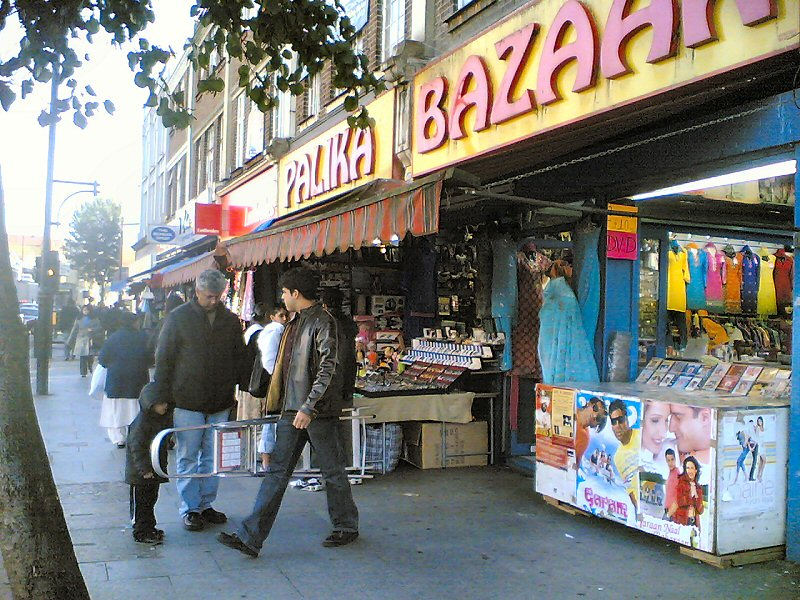
Un negozio a Southall Broadway, novembre 2005

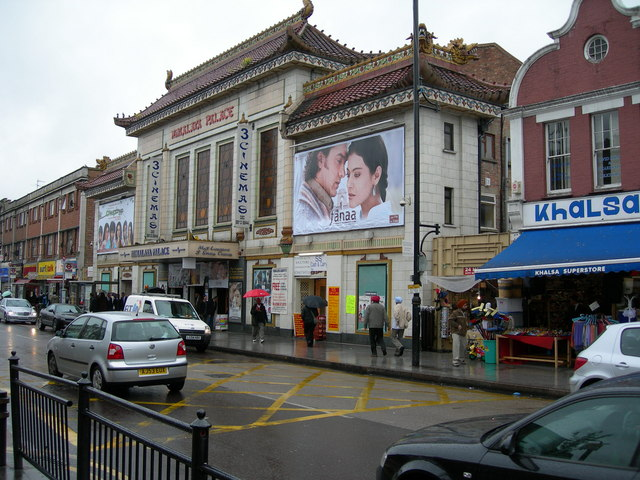
South Road, Southall

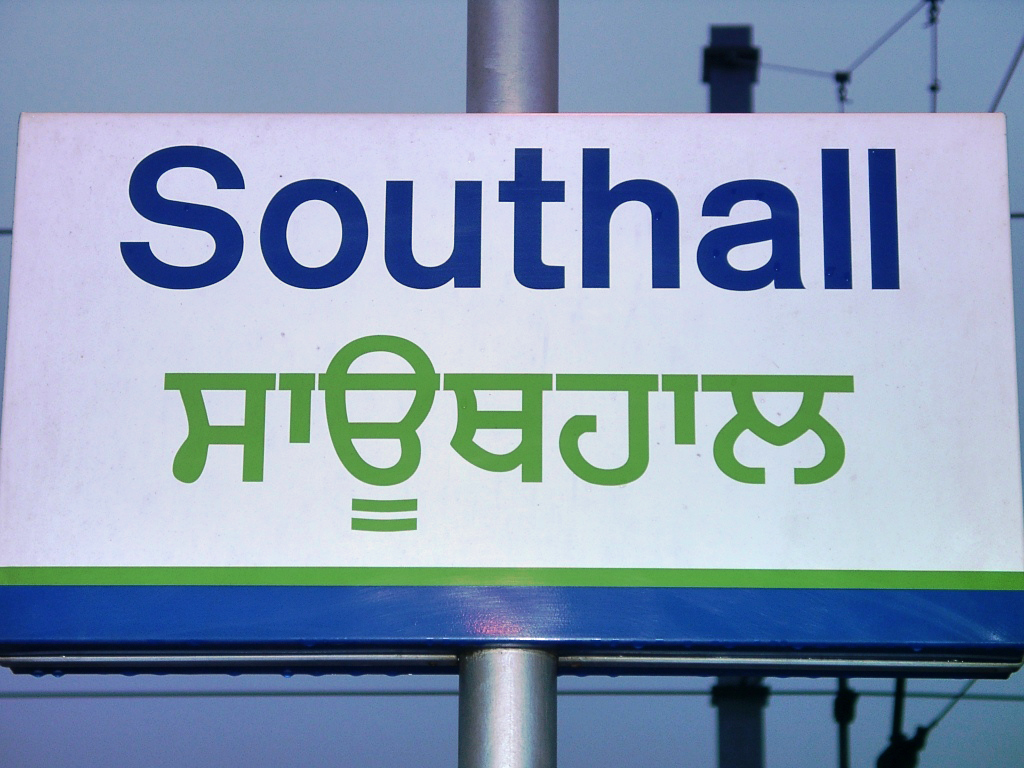
Segnale di stazione in inglese e in punjabi, in alfabeto Gurmukhī

Dalla fine della seconda guerra mondiale, Southall è diventato in gran parte un quartiere residenziale di persone provenienti dall'Asia meridionale, a volte noto come "Little India". Insieme alla sua popolazione indiana e pakistana, che proviene principalmente dal Punjab, la città è diventata più recentemente anche sede di comunità afghane, dello Sri Lanka e somale.
Inoltre, i cartelli segnaletici nella stazione ferroviaria principale sono bilingue in inglese e Gurmukhi, uno degli alfabeti della lingua punjabi. La strada principale di Southall si chiama The Broadway, mentre una zona commerciale più piccola esiste a Old Southall su King Street. Southall contiene una delle più grandi aree commerciali dell'Asia meridionale della regione, paragonabile a Green Street, East London o Ealing Road a Wembley.
Southall ospita la più grande comunità Sikh di Londra e ci sono dieci Gurdwara Sikh. Il Gurdwara Sri Guru Singh Sabha, inaugurato nel 2003, è uno dei più grandi gurdwara Sikh al di fuori dell'India e ha vinto l'Ealing Civic Society Architectural Award nel 2003. Ci sono due grandi templi indù "Mandir", il Vishnu Hindu Mandir su Lady Margaret Road e il Ram Mandir nell'Old Southall. Ci sono più di dieci chiese cristiane di cui 5 anglicane, una cattolica (Chiesa di Sant'Anselmo), una battista, una metodista e diverse pentecostali o indipendenti. Ci sono sei moschee "Masjid", la Moschea Abubakr situata su Southall Broadway, la Moschea Central Jamia Masjid, che è la più antica, il Centro Islamico Jamia Masjid, la Moschea del Mar Rosso sul Green e Dar al Salam su Norwood Road e anche la moschea Baithul Mukaram vicino a Lidil.

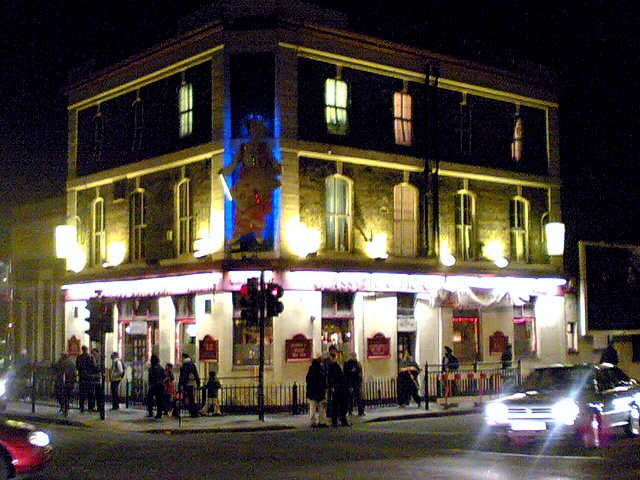
Il pub Glassy Junction, novembre 2005

La Tudor Rose è una discoteca e un locale che si rivolge alla locale comunità afro-caraibica britannica. Ha aperto come cinema nel 1910 ed è stata convertita negli attuali locali nel 1983.
Altro pub locale degno di nota era The Three Horseshoes a Southall Broadway, dell'architetto Nowell Parr, che ha chiuso nel 2017.

### Media
Ci sono due stazioni radio della comunità locale che servono Southall: Westside 89.6 FM, concessa in licenza da Ofcom come parte della sua spinta verso servizi radiofonici basati sulla comunità, che trasmette musica urbana ed aveva precedentemente sede a Southall (ora a Hanwell) e Desi Radio che trasmette prevalentemente in Punjabi ed è disponibile in tutta Londra ovest su 1602 AM e DAB in tutta la Greater London. Sunrise Radio, che trasmetteva per la più ampia comunità asiatica a livello nazionale, fino a poco tempo fa aveva sede a Southall e ora si è trasferita nella vicina Hounslow.
Sono stampati anche alcuni giornali non inglesi per la comunità di Southall incluso Des Pardes, un giornale in lingua punjabi. Un redattore di Des Pardes, Tarsem Singh Purewal, è stato ucciso a Southall nel 1995.

### Cinema e TV
Southall è stata la location principale per il film, acclamato a livello internazionale, Sognando Beckham.
È stata anche sede del famoso pub Glassy Junction, il primo pub nel Regno Unito ad accettare rupie indiane in pagamento. Il Glassy Junction ha chiuso nel 2011 e da allora è stato sostituito da una catena di ristoranti internazionali dell'India meridionale.
The Brilliant Restaurant è apparso anche in TV, in Ramseys Best Restaurants, ed è stato candidato ma non è riuscito a vincere alcun premio. Southall è apparso anche in altri film di Bollywood, tra cui Patiala House e Goal!.

### Sport
La squadra di calcio locale, Southall FC, ha una lunga storia, essendo stata fondata nel 1871, e ha prodotto giocatori del passato come Les Ferdinand, che ha continuato a giocare per la squadra nazionale. Dal 2018-2019, gioca nella Premier Division della Combined Counties Football League.

## Demografia
Nel censimento del 2011, Southall è stato registrato come avente una popolazione residente di 28.018 tra Southall Broadway e Southall Green.
Di questi il 76,1% erano asiatici, il 9,6% neri e il 7,5% bianchi, con il restante 6,8% della popolazione divisa tra arabi e altri gruppi etnici. Il 60,1% della popolazione è nata al di fuori del Regno Unito e dell'UE. Al censimento del 2011, il quartiere di Southall Broadway aveva la percentuale più bassa di residenti britannici bianchi di qualsiasi parte del Regno Unito: 472 su 13.439 ovvero il 3,5%. Il 93,7% della popolazione di Southall Broadway era BAME (nera, asiatica e di minoranza etnica) ed era il 91,4% a Southall Green.
In termini di religione, l'appartenenza religiosa più comune è il Sikhismo, professato dal 35,4% della popolazione. Segue l'Islam col 24,9%, l'induismo col 18,6% e il cristianesimo col 12,9%. Solo il 2% dei residenti non professa fede, la cifra più bassa riscontrata a Londra.
Il 9,8% della popolazione è studente e il 7,8% in pensione. Il 7% sono lavoratori autonomi. Il 53,2% sono maschi e il 46,8% femmine..